# Deadly Sting: The Mercury Years
Deadly Sting: The Mercury Years è una raccolta del gruppo hard rock/heavy metal tedesco Scorpions, pubblicato dalla casa discografica Mercury Records.
L'album è stato pubblicato due volte in due differenti formati:
- Deadly Sting del 1995. Raccolta di 15 brani - tutte versioni in studio - che coprono il periodo che va da Lovedrive del 1979 a Savage Amusement del 1988. Si conclude con il brano inedito Edge of Time pubblicato lo stesso anno anche come singolo.[3]
- Deadly Sting: The Mercury Years del 1997. Raccolta molto più completa della precedente. Comprende 33 brani ordinati cronologicamente che arrivano fino all'album Face the Heat del 1993. Sono presenti alcune versioni live (Coast to Coast dal World Wide Live del 1985 e In Trance da Live Bites di dieci anni dopo). In questa versione non sono presenti i brani Another Piece of Meat ed Edge of Time, ma sono inseriti altri due inediti: Over the Top (pubblicato anche come singolo) e Life Goes Around.[1]

## Tracce

### Deadly Sting
1. Coming Home – 4:59
2. Rock You Like a Hurricane – 4:12
3. No One Like You – 3:56
4. Lovedrive – 4:51
5. Bad Boys Running Wild – 3:55
6. I'm Leaving You – 4:13
7. Passion Rules the Game – 3:59
8. China White – 6:57
9. Walking on the Edge – 5:08
10. Coast to Coast – 4:52
11. Loving You Sunday Morning – 5:35
12. Another Piece of Meat – 3:33
13. Dynamite – 4:12
14. Can't Live Without You – 3:45
15. Edge of Time – 4:18 – inedito

### Deadly Sting: The Mercury Years
Disco 1
1. Loving You Sunday Morning – 5:35
2. Lovedrive (remix) – 4:51
3. Holiday (remix) – 6:47
4. Make It Real – 3:50
5. The Zoo – 5:29
6. Blackout – 3:48
7. Can't Live Without You – 3:45
8. No One Like You – 3:56
9. China White – 6:57
10. Dynamite – 4:12
11. Bad Boys Running Wild – 3:55
12. Rock You Like a Hurricane – 4:12
13. Coming Home – 4:59
14. Big City Nights – 4:09
15. Still Loving You – 6:27
16. Coast to Coast (live) – 4:52

Disco 2
1. Don't Stop at the Top – 4:03
2. Rhythm of Love – 3:48
3. Passion Rules the Game – 3:59
4. Walking on the Edge – 5:08
5. Believe In Love – 5:23
6. I Can't Explain – 3:21
7. Tease Me Please Me – 4:44
8. Don't Believe Her – 4:55
9. Wind of Change – 5:12
10. Hit Between the Eyes – 4:35
11. Send Me an Angel – 4:33
12. Alien Nation – 5:44
13. Under the Same Sun – 4:52
14. Woman – 5:56
15. In Trance (live) – 4:19
16. Over the Top – 4:24 – inedito
17. Life Goes Round – 3:41 – inedito

## Singoli
- 1995 - Edge of Time (b-sides: No One Like You, Edge of Time (radio edit))
- 1997 - Over the Top